# Ian Wujukas
Ian Wujukas (gr. Ίαν Βουγιούκας; ur. 31 maja 1985 w Londynie) – grecki koszykarz występujący na pozycji środkowego, reprezentant kraju.

## Osiągnięcia
Stan na 23 czerwca 2022, na podstawie, o ile nie zaznaczono inaczej.

### NCAA
- Największy postęp konferencji Atlantic 10 (Chris Daniels Award – 2006)
- Zaliczony do I składu Atlantic 10 (2006)

### Drużynowe
- Mistrz:
  - Euroligi (2011)
  - Grecji (2011, 2018–2021)
  - Litwy (2016)
- Wicemistrz:
  - Eurocup (2014)
  - Grecji (2008, 2012)
- Brąz ligi VTB (2014)
- 4. miejsce w:
  - Eurolidze (2009, 2012)
  - lidze:
    - VTB (2017)
    - greckiej (2010)
    - niemieckiej (2015)
- Zdobywca pucharu:
  - Grecji (2012, 2019–2021)
  - Rosji (2014)
- Finalista pucharu:
  - Grecji (2009, 2011)
  - Litwy (2016)
- Uczestnik rozgrywek międzynarodowych pucharu:
  - Euroligi (2008/2009, 2010–2012, 2014/2015, 2015/2016 – TOP 16, 2017–2019 – ćwierćfinał, 2019–2021)
  - Eurocup (2009/2010 – półfinał, 2012/2013 – ćwierćfinał, 2013/2014, 2016/2017 – półfinał)
  - EuroChallenge (2015 – faza zasadnicza)

### Indywidualne
- Najlepszy młody zawodnik ligi greckiej (2008)
- Uczestnik meczu gwiazd ligi greckiej (2010, 2011, 2018)
- Lider ligi greckiej w blokach (2010)

### Reprezentacja
Seniorska
- Wicemistrz igrzysk śródziemnomorskich (2009)
- Uczestnik:
  - mistrzostw świata (2010 – 11. miejsce, 2014 – 9. miejsce)
  - europejskich kwalifikacji do mistrzostw świata (2017 – 2. miejsce)

Młodzieżowe
- Wicemistrz świata U–21 (2005)
- Brązowy medalista mistrzostw świata U–19 (2003)
- Uczestnik:
  - mistrzostw Europy U–20 (2004 – 4. miejsce, 2005 – 5. miejsce)
  - kwalifikacji do Eurobasketu U–20 (2004)